# أليكس بيريز (رياضي)
أليكس بيريز (بالإسبانية: Alex Pérez) (و. 1993  م) هو رياضي، ولاعب كرة سلة مكسيكي، ولد في سان دييغو، بدأ مشواره المهني سنة 2013، مركز لعبه هو هجوم خلفي.

## روابط خارجية
- أليكس بيريز على موقع الاتحاد الدولي لكرة السلة (الإنجليزية)
- أليكس بيريز على موقع الدوري الأوروبي لكرة السلة (الإنجليزية)
- أليكس بيريز على موقع كرة السلة الأوروبية.كوم (الإنجليزية)
- أليكس بيريز على موقع ريلجم (الإنجليزية)
- أليكس بيريز على موقع بروبوليرز (الإنجليزية)
- أليكس بيريز على موقع سبورتس رفرنس (الإنجليزية)
- أليكس بيريز على موقع اللجنة الأولمبية الدولية (الإنجليزية)